# 넥서스 9
넥서스9은 구글과 HTC이 합동으로 만든 안드로이드가 돌아가는 기기이다. 구글 넥서스시리즈의 4번째 태블릿이다. 넥서스9는 10월 15일(미국시간 기준)에 공개되었지만 정식 출시는 11월 3일(미국시간 기준)이다. 용량에 따라 가격이 다르게 측정이 되었다.16GB 버전은 US$399(약42만원),32GB 버전은 US$479(약51만원)으로 구성되어 있다. 넥서스9은 이 행사에서 같이 출시한 넥서스 플레이어와 호환이 된다. 넥서스9의 특징은 제일 먼저 안드로이드 5.0 버전인 롤리팝을 사용할 수 있다는 것이다. 특히 전 버전의 넥서스태블릿의 디자인을 버리고 새로운 디자인으로 재탄생하게 되었다.

## 연혁
한국시간 기준
- 2014년 10월 16일:넥서스9 공개
- 2014년 11월 4일: 넥서스9 출시

## 운영체제/소프트웨어

### 안드로이드 5.0 롤리팝
2014년 11월 15일 5.0 롤리팝이 처음 릴리즈 되었고, 2014년 12월 16일 일부 버그가 수정된 5.0.1 롤리팝이 배포되었고, 2015년 1월 15일 태블릿 기종을 타겟으로 5.0.2 롤리팝이 우선 배포되었다.

## 디자인
디자인은 넥서스 7 (2013)버전과 조금 다른 디자인으로 방향을 바꿨다. 넥서스5와 더 닮은 듯 하다. 아직 아마존이나 플레이 스토어에 들어가보면 넥서스9은 블랙 밖에 없을 것이다. 하지만 넥서스9는 색이 여러 가지 있다.색은 블랙, 화이트, 샌드 색이다.

## 출시
2014년 10월 30일 넥서스 9가 29개국에서 출시되었다. 그중 한국도 포함되었다. 가격은 다음과 같다.
- 16GB Wi-Fi: 47만 9천원
- 32GB Wi-Fi: 56만 9천원
- 32GB LTE: 71만 9천원 (출시예정)

## 참조
- 안드로이드 (운영 체제)

## 같이 보기
- 넥서스 7 (2013년)
- 넥서스 5
- 넥서스 6